# آقای ایمنی
آقای ایمنی شخصیتی است که به عنوان نمایندهٔ شرکت ملی گاز ایران در برنامه‌های تبلیغاتی و هشداردهندهٔ این شرکت حضور دارد.
خالق این شخصیت بهمن عبدی است و دوبلور صدای او علی‌همت مومی‌وند است.
نخستین نمایش آقای ایمنی، فیلمی پویانمایی به مدت ۶ دقیقه و ۱۳ ثانیه بود که در سال ۱۳۷۴ از صدا و سیما پخش شد. در این پویانمایی از ساختار سه‌پرده‌ای پیروی شده‌بود و در آن دختر بی‌نامی که به «باغ امید» معروف شد به‌دلیل بی‌احتیاطی راهی بیمارستان می‌شد.
شرکت گاز سری جدیدی از پویانمایی‌های آقای ایمنی رااز سال ۱۳۸۴ به نویسندگی و کارگردانی بهرام عظیمی تهیه‌کرد که تکیه‌کلام «خیلی خطرناکه حسن» در آن مورد توجه مردم قرار گرفت  وسپس در پاییز ۱۴۰۰ سری جدید این انیمیشن با گویندگی محمد معتضدی ساخته شد.